# Khabūshān
Khabūshān (persiska: خبوشان) är en ort i Iran.   Den ligger i provinsen Nordkhorasan, i den nordöstra delen av landet, 600 km öster om huvudstaden Teheran. Khabūshān ligger 1 279 meter över havet och antalet invånare är 413.
Terrängen runt Khabūshān är kuperad åt nordost, men åt sydväst är den platt.Runt Khabūshān är det ganska glesbefolkat, med 38 invånare per kvadratkilometer. Närmaste större samhälle är Fārūj, 11,0 km sydväst om Khabūshān. Omgivningarna runt Khabūshān är i huvudsak ett öppet busklandskap.